# Minniza gallagheri
Minniza gallagheri är en spindeldjursart som beskrevs av Volker Mahnert 1991. Minniza gallagheri ingår i släktet Minniza och familjen Olpiidae. Inga underarter finns listade i Catalogue of Life.